# Hoplitis tigrina
Hoplitis tigrina är en biart som först beskrevs av Morawitz 1872.  Hoplitis tigrina ingår i släktet gnagbin, och familjen buksamlarbin. Inga underarter finns listade i Catalogue of Life.